# Soo (Kagošima)

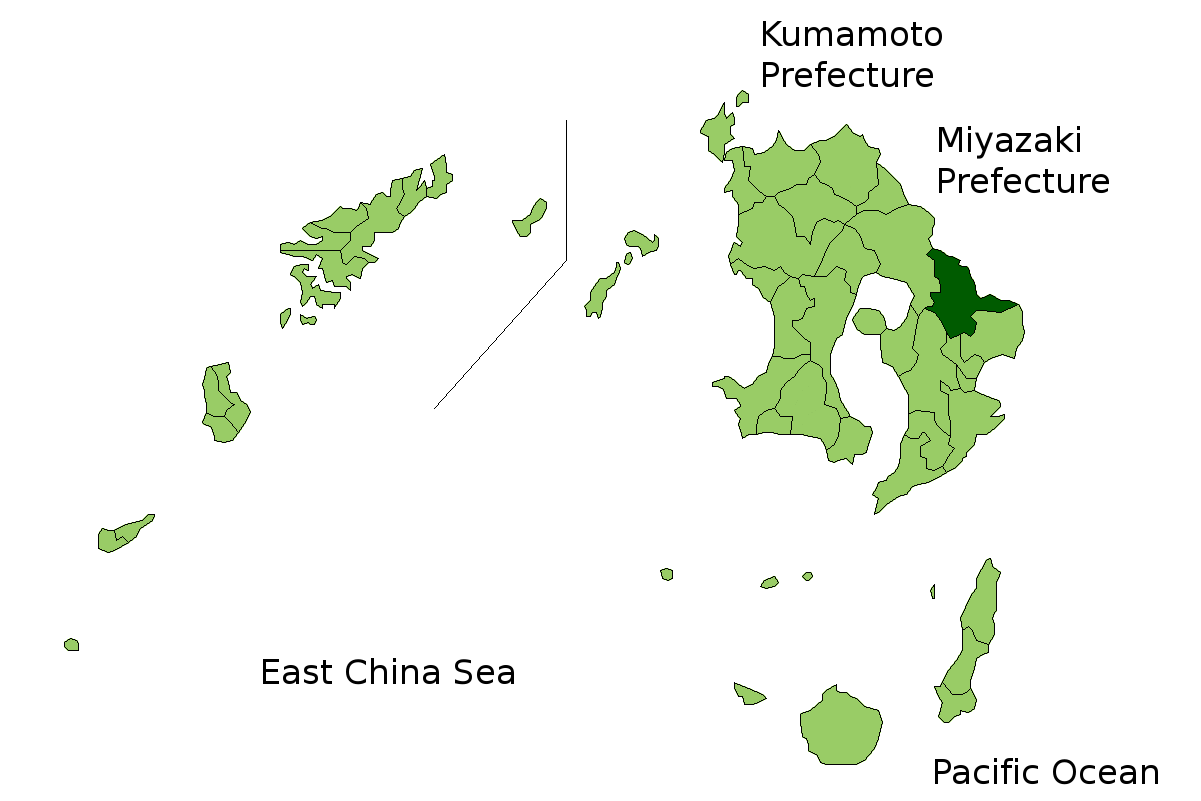
Poloha města Soo na mapě prefektury Kagošima

Soo (japonsky: 曽於市; Soo-ši) je město ležící v japonské prefektuře Kagošima.
Město vzniklo 1. července 2005 spojením měst Ósumi, Suejoši a Takarabe.
V roce 2005 mělo město 43 752 obyvatel. Jeho celková rozloha je 390,39 km².